# Carlos van Bourbon (1938-2015)
Carlos Maria Alfonso van Bourbon (Lausanne, 16 januari 1938 – Retuerta del Bullaque, 5 oktober 2015) was een infant van Spanje (en volgens sommigen hertog van Calabrië en prins der Beide Siciliën).
Hij was het tweede kind en de oudste zoon van Alfons Maria van Bourbon en Alice van Bourbon-Parma. Hij werd na de Tweede Wereldoorlog door de Spaanse dictator Francisco Franco samen met zijn neef Juan Carlos aangewezen als mogelijke troonopvolger op de Spaanse troon. Dit deed Franco vooral om de Spaanse monarchisten tevreden te stellen.
Na de dood van zijn oudoom Ferdinand claimde Carlos' vader het chefschap van het Huis van Bourbon-Sicilië, alsmede het grootmeesterschap van de Napolitaanse obediëntie van de Heilige Militaire Constantijnse Orde van Sint-Joris en nam de titels van hertog van Calabrië en graaf van Caserte aan. Deze claim werd onmiddellijk betwist door zijn oom Reinier, die meende dat Karel Maria afstand had gedaan van zijn rechten van hem en zijn nazaten. Binnen de familie werd de claim van Reinier over het algemeen als rechtsgeldig aanvaard. Niettemin bleef Alfons aanspraken maken op de titel. Deze aanspraken werden later opgeëist door Carlos, die op 8 april 1984 door zijn neef koning Juan Carlos werden erkend. De prinsen uit het huis der Beide Siciliën, alsmede zijn schoonvader, de Graaf van Parijs, erkenden die aanspraken niet.
Hij werd bij koninklijk decreet van 16 december 1994 infant van Spanje. Volgens het Spaanse protocol was hij Z.K.H. infant don Carlos, prins der Beide Siciliën, hertog van Calabrië.
In 1965 trouwde Carlos met Anne van Orléans, dochter van Henri d'Orléans, Graaf van Parijs, en Isabella van Orléans-Bragança. Het paar kreeg vijf kinderen.